# Olethrius scabripennis
Olethrius scabripennis (лат.) — вид жуков-усачей из подсемейства прионин. Распространён в Австралии, на островах Фиджи, Новой Каледонии, Соломоновых и Вануату. Кормовым растением личинок является кокосовая пальма.
Общая длина жуков 32—63 мм; самцы больше самок. Жуки желтовато-коричневые или тёмно-коричневые, вершины надкрылий часто чуть сероватые. Большая часть верхней поверхности тела в редких, бледно-красно-рыжих, коротких волосках. Усики дистально часто красноватые. Бёдра и большая часть нижней стороны тела бледнее, чем верхняя сторона тела. Голени и вершины бёдер обычно бурые. Большая поверхность груди покрыта длинными, бледно красно-рыжими волосками.